# 16101 Notskas
16101 Notskas è un asteroide della fascia principale. Scoperto nel 1999, presenta un'orbita caratterizzata da un semiasse maggiore pari a 2,8653186 au e da un'eccentricità di 0,0525211, inclinata di 2,82763° rispetto all'eclittica.
L'asteroide è dedicato all'insegnante statunitense Chrysi Notskas.